# (9897) Malerba
(9897) Malerba ist ein Asteroid des Hauptgürtels, der am 14. Februar 1996 von den italienischen Astronomen Maura Tombelli und Ulisse Munari am Osservatorio Astrofisico di Asiago Cima Ekar (IAU-Code 098) entdeckt wurde.
Der Asteroid wurde am 26. Juli 2000 zu Ehren des italienischen Ingenieurs, Physikers und ehemaligen Astronauten Franco Malerba (* 1946) benannt, der als erster Italiener mit der Space-Shuttle-Mission STS-46 ins Weltall flog.